# Олешня (остановочный пункт)
Олешня (укр. Олешня) — пассажирский железнодорожный остановочный пункт Киевской дирекции Юго-Западной железной дороги на линии Чернигов — Новобелицкая, расположенный в селе Олешня (Черниговская область, Украина). На топографической карте M-36-003 остановочный пункт не обозначен (состояние местности на 1986 год).

## История
Станция была открыта в ? году. 

## Общие сведения
Станция представлена одной боковой платформой. Имеет 1 путь. Нет здания вокзала. 

## Пассажирское сообщение
Ежедневно станция принимает две пары пригородных поездов сообщения Чернигов—Горностаевка.